# Ракова (Самбірський район)
Ра́кова — село в Бісковицькій сільській громаді Самбірського району Львівської області України. Населення становить 705 осіб.

## Назва
За роки радянської влади село в документах називали «Ракове». 1989 р. селу повернули попередню назву.

## Населення
У 1928 році в селі проживало 1105 осіб, серед яких було 150 осіб латинського обряду, а також 60 школярів.

### Релігія
22 вересня 2013 року високопреосвященний Димитрій, митрополит Львівський і Сокальський Української Православної церкви Київського патріархату, з архипастирським візитом відвідав Старосамбірський район, де в с. Ракова звершив чин освячення нового храму Української Православної церкви Київського патріархату на честь Святого Богоявлення.

## Населення

### Мова
Розподіл населення за рідною мовою за даними перепису 2001 року:
| Мова       | Кількість | Відсоток |
| ---------- | --------- | -------- |
| українська | 703       | 99.72%   |
| російська  | 2         | 0.28%    |
| Усього     | 705       | 100%     |

## Пам'ятки
В селі розташований парк-пам'ятка садово-паркового мистецтва — Парк XVIII ст.
Є дерев'яна Церква Богоявлення Господнього (1779 р.), належить до архаїчних церков Галичини.

## Відомі мешканці

### Народились
- Кіницький Ярослав Тимофійович — український учений у галузі теорії механізмів і машин, доктор технічних наук, професор, завідувач кафедри машинознавства Хмельницького національного університету.